# Hélder Amaral
José Helder do Amaral (8 de junho de 1967) é um político português. Entre 2002 e 2019, foi deputado à Assembleia da República pelo círculo de Viseu, eleito nas listas do CDS-PP, partido de que é militante.

## Biografia
Frequentou o curso de Direito até o quarto ano.
Em cargos internos ao CDS-PP, foi membro Comissão Política, da Comissão Executiva e da Comissão Politica Distrital de Viseu e foi o coordenador autárquico do partido.
Teve assento no Parlamento ao longo de cinco legislatura, da IX à XIII. Enquanto deputado, chegou a presidir à Comissão de Economia, Inovação e Obras Públicas, a ser vice-presidente do Grupo Parlamentar do CDS-PP e a pertencer à delegação da Assembleia da República na União Interparlamentar.
Na sua carreira política, além de deputado, foi ainda membro da Assembleia Municipal de Viseu e vereador da Câmara Municipal do mesmo município.
Em Janeiro de 2021, manifestou-se desiludido e preocupadíssimo com o futuro do CDS-PP, não reconhecendo que Francisco Rodrigues dos Santos tenha capacidade para liderar o partido.